# Lenz Klára
Lenz Klára Mária Hermina (Budapest, 1924. június 30. – Madrid, 2013. február 16.) magyar gobelinművész, kocsordosi, valamint újlétai földbirtokos asszony, világutazó, műkincsgyűjtő, boldogfai Farkas Endre (1908–1994) vezérkari őrnagy felesége.

## Élete

### Fiatalkora és családja

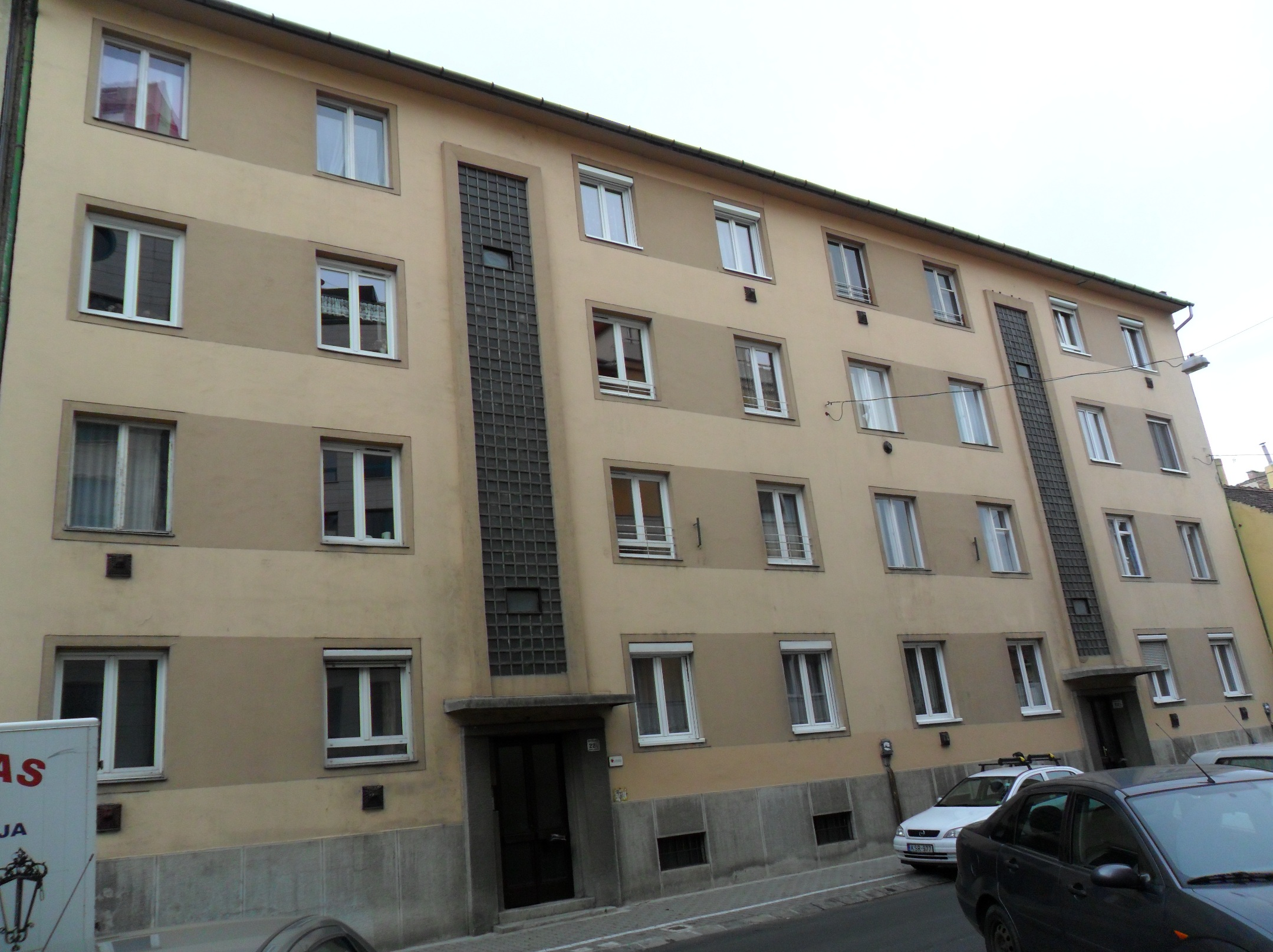
A budapesti Városmajor utca 22-es számú „Lenz Testvérek” déligyümölcs kereskedő cég bérháza, amelyben született és lakott Lenz Klára gobelinművész. A bérház jelenlegi kinézete a II. világháború utáni átépítésének az eredménye, amelyet a Lenz család hajtott végre az államosítása előtt.

A jómódú római katolikus nagypolgári földbirtokos és nagykereskedő Lenz család második gyermekeként született. Apja Lenz József (1897–1965), kereskedelmi tanácsos, tartalékos huszárszázados, a „Pro Ecclesia et Pontifice érdemrend” tulajdonosa, a „Gyümölcsexportőrök és Importőrök Egyesülete” elnöke, bérház-tulajdonos, földbirtokos. Anyja a jómódú budapesti nagypolgári Topits családból való Topits Klára (1901–1993) asszony volt. Az apai nagyszülei Lenz Gyula (1838–1910), nagykereskedő, bérház-tulajdonos és Gömöry Anna (1874–1946), kereskedőasszony, a „Lenz Testvérek” déligyümölcs és fűszer kereskedő cég tulajdonosa, bérház tulajdonos; az anyai nagyszülei a római katolikus Topits Alajos József (1855–1926), a „Topits József fia” nevű Első Magyar gőztésztagyár tulajdonosa, a Ferenc József-rend lovagja, az Országos Ipar Tanács tagja, Budapest főváros törvényhatósági bizottsága tagja, és az evangélikus vallású Eckstein Franciska Otília (1870–1945) voltak. Lenz Klára apai nagyapjának a bátyja Lenz János Nepomuk (1843–1913) nagykereskedő, a Lenz testvérek cég társtulajdonosa, a Ferenc József-rend lovagja volt. Lenz Klára apai nagyanyjának a húga Gömöry Irén (1888–1958), akinek a férje dr. Lux Gyula (1884–1957), nyelvész, tanügyi főtanácsos, a Magyar Királyi Állami Német-nyelvű tanítóképző Líceum alapítója és igazgatója volt. Lenz Klára anyai nagybátyja Topits Alajos (1894–1930), tartalékos főhadnagy az 1. honvéd huszárezredben, „Topits József Fia Első Magyar Gőztésztagyár” igazgatója.
Lenz Klára apai nagyanyai dédapja Gömöry Gottlieb (1838–1908), aki az 1864-67. évi mexikói önkéntes hadtest magyarországi résztvevői között volt vadászhadnagyként, amikor Habsburg–Lotaringiai Miksa főherceg a mexikói trón elfoglalásáért utazott Amerikába; az apai nagyanyai dédanyja Gömöry Gottliebné Stranszky Hermina (1847–1939), aki egyben Lenz Klára keresztanyja is volt. Lenz Klára anyai nagyapai dédszülei Topits József (1824–1876), a Topits József fia Első magyar gőztésztagyár (Erste ungarische Dampfmehlspeisenfabrik) alapítója és tulajdonosa, valamint Prückler Klára (1833–1907) tésztagyárosnő. Topits Józsefné Prückler Klárának a nagybátyja Prückler Ignác (1809–1876), a "Prückler Ignácz Magyarország Első rum-, likőr- és pezsgőgyára" alapítója és tulajdonosa volt.
A két világháború között Lenz József a családi vagyont meglehetősen gyarapította több bérház, vidéki kastély és több ezer hold vásárlásával. Lenz Klárának négy fivére született. Iskolába Budapesten az Isteni Megváltó Lányai Szent Margit Gimnáziumában 1934 és 1939 között járt, majd Svájcban végezte. Lenz Klára bátyja vitéz Lenz József (1922–1942), tüzér zászlós.

### Házassága és leszármazottjai

A boldogfai Farkas család címere.

A polgári házasságot 1942. május 20-án kötötték meg Budapesten. Lenz Klárát 1942. május 21-én a budapesti Városmajori plébániatemplomban feleségül vette a Zala vármegyei ősrégi nemesi származású eőri és boldogfai Farkas családból való boldogfai Farkas Endre István (Nova, Zala vármegye, 1908. október 6. – Caracas, Venezuela, 1994. november 18.) vezérkari őrnagy, a Magyar Érdemrend lovagkeresztjének tulajdonosa, akinek a szülei dr. boldogfai Farkas István (1875–1921), jogász, a sümegi járás főszolgabírája és persai Persay Erzsébet Julianna (1885–1913) asszony voltak. Farkas Endre apai nagyszülei boldogfai Farkas Ferenc (1838–1908), Zala vármegye számvevője, pénzügyi számellenőre, Zala vármegyei bizottsági tag, a zalai gazdakör tagja, virilista, földbirtokos, és a szintén Zala megyei nemesi származású nemesnépi Marton család sarja, nemesnépi Marton Zsófia (1842–1900) úrnő voltak. Az anyai nagyszülei a Pest megyei nemesi származású persai Persay családból való persai Persay Gyula (1855–1924), gyógyszerész, Nova és Vidéke Takarékpénztár Részvénytársaság vezérigazgatója, a Függetlenségi és Negyvennyolcas Párt novai vezetője, Zala vármegye bizottsági tag, valamint nemeskéri Kiss Erzsébet (1867–1888) asszony voltak. Az egyik esküvői tanú dr. tolcsvai Nagy Barna (1890–1973), jogász, a honvédelmi minisztérium miniszteri tanácsos, akinek a neje Lenz Hilda (1899–1982) volt, a menyasszony nagynénje; a másik tanú dr. forintosházi Forintos György, jogász, igazságügyi minisztérium osztályfőnöke, miniszteri tanácsos, akinek a neje boldogfai Farkas Margit volt, a vőlegény nővére. Az eljegyzést három hónappal a házasság előtt 1942. február 15-én, tartották; a Magyar Nők Lapja című újságon úgy közölték, hogy: "Boldogan jelentjük olvasóinknak az idei farsang végének legkedvesebb szenzációját hogy boldogfai Farkas Endre m kir vezérkari százados lapunk hűséges barátja eljegyezte a szépséges Lenz Klára úrleányt".
E házasság kötés után kezébe jutott a Tisza partján fekvő 1576 holdas Kocsordos földbirtok és a kis kúriája, amely Tiszadob mellett, Szabolcs vármegyében helyezkedett el (ezen belül a kesznyéteni 422 kh-as földbirtoknak a részét képezte a tiszadobi uradalomnak); az uradalmat hozománynak vásárolta meg a menyasszony apja, Lenz József kereskedelmi tanácsos. E mellett Lenz Klára tulajdonát képezték a Szabolcs vármegyei 459 kh-as újlétai szőlők és borpincéi, valamint a 35 kh-as vámospércsi birtok is. Farkas Endre és Lenz Klára összesen 2070 kataszteri holdat birtokoltak négy településen. Házasságukból 3 gyermek született:
- boldogfai Farkas Botond Endre (Budapest, XII. kerület, 1943. május 28. – Budapest, XII. kerület, 1943. május 28.).[29]
- boldogfai Farkas Ákos Endre János (1944–).
- boldogfai Farkas Teodóra Erzsébet Klára (1946–). Férje: José Ángel Mayoral Ortiz de Landázuri (Barranquilla, Kolumbia, 1930. július 22. – Madrid, Spanyolország, 2010. május 16.) spanyolországi cukorkagyáros.[28]

Férjével a Városmajor utca 22-es szám alatti kétszintes Lenz házban éltek egy földszinti négyszobás lakásban, amely nagyanyjáé, özvegy Lenz Gyuláné Gömöry Annáé volt. Vidéken a Szabolcs vármegyében elhelyezkedett Tiszadob melletti kocsordosi uradalombeli kúriájukban üdültek.

### Külföldön
1944. október 15-től férje, Farkas Endre vezérkari őrnagy állandó beosztás nélkül maradt; ekkor a katonatiszt Debrecenbe sietett Lenz Klárát és családját figyelmeztetni, hogy azonnal el kell hagyni az országot, és másnap, október 16-án kell elindulni Ausztria felé. Ilyen módon Lenz Klára a második világháborút követően családjával és szüleivel emigrációba kényszerült. Németországon és Svájcon át először Venezuelába mentek, majd Kolumbiában telepedtek le. Több hónapig éltek Zürichben, a Leonhard strasse 1-es szám alatti Leoneck szállóban. Lenz Klára 1946. szeptember 20-án elindult az MS Bolívia nevű hajóval Dél-Amerika felé a svédországi Göteborg kikötőjéből férje, édesapja, János öccse és kisfia, Ákos társaságában. Édesanyja és a másik két öccse, valamint a kislánya, Teodóra később, 1948 júniusában utaztak el hozzájuk Svájcból a Katoomba nevű hajóval. Október 6-án érkeztek a venezuelai La Guaira kikötőbe. Letelepedése kezdetén édesapja újonnan létrehozott óra-ékszer kereskedő céget; a cég venezuelai központját Lenz Klára férjével, Farkas Endre vezette, azonban később az 1950-es évek elején Kolumbiába, Bogotába költözött két gyerekével szüleihez. Légiutas-kísérőnőként dolgozott több éven keresztül a kolumbiai „Avianca” légitársaságnál, valamint a bogotai repülőtéren a magas rangú diplomatákat fogadta és tolmácsolt nekik.
Lenz Klára 1975. április 21-én Bogotában, Kolumbiában, édesanyjával, özvegy Lenz Józsefné Topits Klárával, valamint két öccsével, Lenz Jánossal és Lenz Ferenccel fogadta Mindszenty József hercegprímást a kolumbiai magyar közösség nevében, hiszen férje, boldogfai Farkas Endre családja ismerte a hercegprímást a zalaegerszegi plébános évei óta. Még Magyarországon személyes látogatásokat tett Mindszenty a háború alatt a Lenz családnál a Városmajor u. 22-es szám alatti házban, akiktől majd szeretetcsomagokat kapott 1946-ban a háború után.
Lenz Klára gyakran töltött időt az édesapja, Lenz József által vásárolt földbirtokon a kolumbiai Boyacá megyei Sotaquirá mellett, amely a Nueva Debrecen (Új Debrecen) nevet kapta. Lenz Klára majorsági állatokkal, kertészkedéssel, és gyümölcs-, valamint zöldségtermeléssel foglalkozott, mindig szorosan tartva a kapcsolatot a vidéki világgal. Ott a magányban, nyugalomban számos művészeti alkotása született, és nyugdíjba vonulásakor hosszú hónapokig ott tartotta az állandó lakását is.  

#### Textil művészeti alkotásai
A három legnagyobb csoport: a vadászattal kapcsolatos állatvilág, az európai és amerikai madarak, valamint prekolumbiánus istenségek a maja, inka és azték civilizációkból. Magyarországhoz való ragaszkodása az emigráció egész ideje alatt megmaradt benne és családjában, ezt számos alkotásával, főleg díszpárnák, asztalterítők, valamint egyéb textilekkel, és azok motívumaival szemléletesen igazolta. Egyéb témákat is feldolgozott, például falikárpitokat középkori motívumokkal, valamint mitikus állatokat (Pegazus, egyszarvú), és ókori egyiptomi jeleneteket is. A művelt világjáró Lenz Klára asszony élete végéig körülbelül 200 gobelint készített, 83 országot járt be és hat nyelven beszélt (magyarul, németül, spanyolul, angolul, franciául és olaszul).
Az 1960-as évek közepén az akkori dél-amerikai orvosai már néhány hetet adtak életének, az általuk nem egyértelműen diagnosztizálható hirtelen kialakult betegsége miatt. Munkahelyéről szabadságra ment és elutazott Münchenbe gyógykezelést remélve. Ott egy magyar orvosprofesszort ajánlottak neki, aki teljesen véletlenül egy Lenz August nevű alapítványból létesített klinikán dolgozott. A müncheni hideg – állítása szerint – jól esett neki, és minden kezelés és gyógyszer nélkül annyira megjavult, hogy másnap operába is járt. Az újabb vizsgálatok után megállapították, hogy teljesen egészséges. Az igen hálás Lenz Klára ezután, huszonnégy hímzett madárképből álló alkotását adta át München városának, a német követségnek szánta, de végül a St. Martin Öregek otthonába került.
1994-ben Matits Ferenc művészettörténész könyvet szerkesztett Lenz Kláráról Budapesten, ahol gobelinjei találhatók. Számos művét a nyékládházi kultúrházban és a müncheni múzeumban állandó kiállításban tartanak. A Rendszerváltás után boldogfai Farkasné Lenz Klára kérelmet nyújtott be, hogy a kommunizmus alatti elkobzott földbirtokait és házait visszaszerezze. Kérelmét elutasították. Alig két ezer dollárnak megfelelő összeget szerzett, amelyre a textilműveiről szóló könyve kiadására, valamint a nyékládházi templom karbantartására szánt.
A halálát várva elrendelte saját mauzóleum építését Kolumbiában, a „Nueva Debrecen” nevű családi birtokon, egy kisebb telken, ami temetőként szolgált, miután apja, Lenz József pápai engedélyt kapott hozzá. A saját koporsóját, egy virágos faragásokkal díszített faládát is elkészített, amelyet a bogotái lakás pincéjében tartott. Az egészsége fokozatos romlása után a családja eladta a kolumbiai házát, 2007-től Madridban, Spanyolországban tartózkodott Teodóra lányánál egészen a haláláig, 2013-ig. A „Cementerio de la Ermita” nevezetű temetőben, a Soto de la Moraleja nevű lakónegyedben, Alcobendasban, Madrid mellett nyugszik.
„Skrupulus nélküli emberek, sajnos igen sokan élnek a világban. Felhasználták édesapám idős korában bekövetkezett betegségét, jóhiszeműségét. Enyhén szólva eltulajdonították nagy értékű keleti, perzsa, stb. szőnyegeit, híres festőktől származó festményeit. E festők képei mind a Louvre-ban és Pradóban, mind pedig más múzeumokban is féltve őrzött kincsek. E nagy veszteségének illetve ezekkel kapcsolatos műélvezet hiányának »pótlására«, e kettőnek – a szőnyegek és a festmények – kombinálásával kezdődött meg ez irányú alkotó tevékenységem” – Lenz Klára, 1994.

## Fontosabb művei
- Azték Isten (56 × 44 cm)

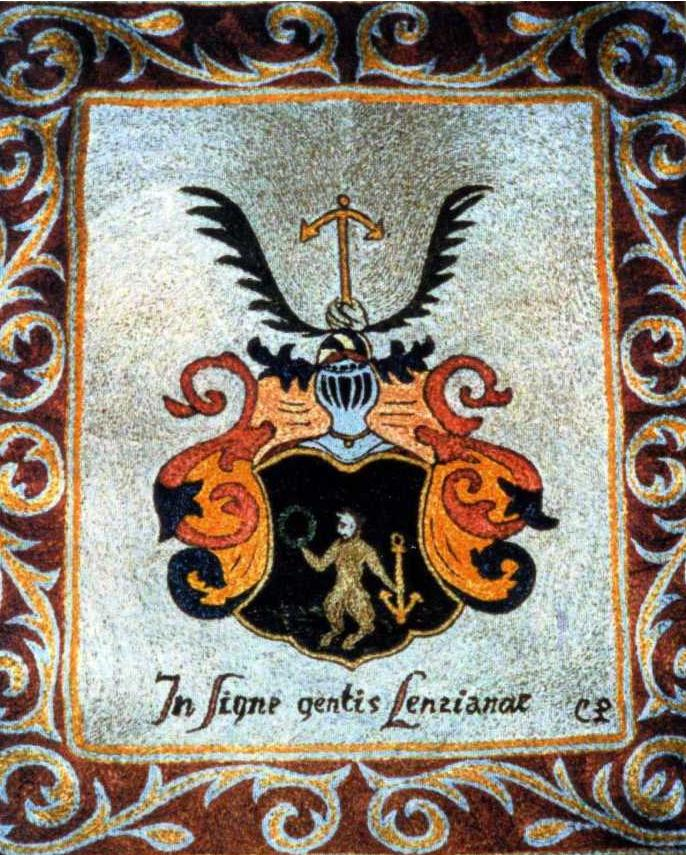
A Lenz család címere

- Safari (tigris – zebrák – oroszlánok – elefánt – leopárd – teve) (125 × 56 cm)
- Inka űrhajósok (58 × 53 cm)
- Ezeregy éjszaka (156 × 75 cm)
- Tűzmadár(56 × 43 cm)
- Kékpáva broméliákkal (108-84,5 cm)
- Vitézség (38 × 30 cm)
- A Fáraó vadászata(146 × 71 cm)
- Dáma és az énekes (143-100 cm)
- Egyszarvú (49 × 36 cm)
- Sziam (57 × 45 cm)
- Tulipánok (56 × 43 cm)
- Farkas (58 × 38 cm)
- Tairona isten (53 × 35 cm)
- Pegazus (51 × 30cm)
- Paradicsommadár (34 × 16 cm)
- Indián Madonna (54 × 46 cm)

## Kiállítások
- München falikárpitok állandó kiállítás (vegyes).
- Nyékládháza – 1990. szeptember 30-ig a nyékládházi római katolikus templomban szerveztek egy gobelinkiállítást Lenz Klára által adományozott műveivel, amelyet 2 hétig lehetett látogatni.[34]
- Budaörs – 2012. november 30-án a Heimatmuseumban Lenz Klára és édesapja Lenz József emléknapja zajlott. A nyékládházi falikárpit gyűjteményéből egy hetes kiállítás nyílt a Budaörsi dr. Luntz Ottokár Kertbarát Egyesület szervezésével. A kiállításon Lenz Klára lánya, özv. Mayoralné boldogfai Farkas Teódora asszony és unokája, ifj. boldogfai Farkas Ákos András, nemzetközi politológus, történész hallgató vettek részt mint díszvendégek. A rendezvényt a Budaörsi dr. Luntz Ottokár Kertbarát Egyesületből Nagy Sándorné Nyíri Ágnes szervezte.[35]
- Budaörs – 2014. január 8-án egyhetes kiállítás nyílt a Városházán, amelyen a magángyűjteménye egy részét gyermekei, id. boldogfai Farkas Ákos és özv. Mayoralné boldogfai Farkas Teódora asszony egy magánmúzeum létrehozása érdekében adományozták. Klára unokája ifj. boldogfai Farkas Ákos András, nemzetközi politológus, történész hallgató, képviselte a családot az adományozás aláírásakor. A kiállítást a Budaörsi dr. Luntz Ottokár Kertbarát Egyesület, Nagy Sándorné Nyíri Ágnes élén, szervezte meg az önkormányzat közreműködésével.[36][37]
- Nyékládháza – 2014. június 28-án zajlott a falikárpitok állandó kiállításnak hivatalos megnyitója (vegyes). A Nyékládházai Művelődési Házból áthelyezték az 1989-ben Lenz Klára által adományozott műveket a Egry-Szepessy kastélyba. özv. Mayoralné boldogfai Farkas Teódora asszony, Lenz Klára lánya és ifjabb boldogfai Farkas Ákos unokája három darab nagy méretű arannyal beborított fakeretű tükröt adományoztak a városnak az elhunyt művész magángyűjteményéből.[38]
- Budaörs – 2015. március 17-én a Budaörsi Kert Barátok egyesülete szervezésével zajlott a budaörsi templom téri régi posta épületében a Lenz József halála 50. évfordulója megemlékezése és Lenz Klára gobelin kiállítása, amelyen a nyékládházi gyűjteményt is kiállították. Boldogfai Farkas Ákos, nemzetközi politológus, történész, genealógus, boldogfai Farkas Endréné Lenz Klára unokája, előadást tartott a Lenz Testvérek cég és Lenz József történetéről, majd a gyűjteményhez adományoztak egy portré másolatot Lenz Klára nagyapjáról, Lenz Gyuláról. A kiállitás főszervezője Nagy Sándorné Nyíri Ágnes a Budaörsi Kert Barátokból volt.[39]
- Budapest – 2018. november 29-én a Budaörsi Kert Barátok szervezésével az Arany János utca 10-es szám alatti Aranytíz kultúrházban zajlott egy konferencia: Teleki András Phd történész hallgató, Farkas Ákos András nemzetközi politológus, történész, genealógus, és Szekeres-Ugron Villő művészettörténész hallgató előadást tartottak a Lenz család és Lenz József karitatív szerepéről, a Lenz család történetéről az emigrációban valamint Lenz Klára textiljeiről egyaránt. A konferencia után a nyékládházi és a budaörsi textil gyűjteményt lehetett megtekinteni a kiállító teremben. A kiállítás a Budaörsi Kert Barátokból Nagy Sándorné Nyíri Ágnes a főszervezővel, valamint Vizy László, építész, festőművész, helytörténész, az Aranytíz Helytörténeti Klub elnökének a közbenjárásával zajlott.[40]
- Nyékládháza – 2024. május 14-én Lenz Klára gobelinművész születésének 100. évfordulója a városban eddig nem látott alkotásaival bővült újra az Egry-Szepessy kastély helytörténeti kiállítótere. A kiállítást az Egry-Szepessy kastélyban megnyitotta Tóth Balázs polgármester, valamint Lenz Klára unokája, Boldogfai Farkas Ákos és Szentpéteriné Kovács Katalin, a Humán Bizottság tagja, a Lenz-hagyaték gondozója.[41][42]

## Származása
| Lenz Klára Mária Hermina (Budapest, 1924. június 30. – Madrid, 2013. február 16.) gobelinművész, földbirtokos, bérház tulajdonos r. kath. | Apja: Lenz József János (Budapest, 1897. március 18. –Bogotá, 1965. március 14.) nagykereskedő, kereskedelmi tanácsos, tartalékos huszárszázados, a „Pro Ecclesia et Pontifice érdemrend” tulajdonosa, a „Gyümölcs-, Zöldség- és Élelmi- szerkereskedők Országos Egyesülete” elnöke, a "Gyümölcsexportőrök és Importőrök Egyesülete" elnöke, a „Déligyümölcskereskedők Egyesülete” alelnöke, a "Magyar Gyümölcskiviteli Egyesülés” intéző bizottságának a tagja, a „Lenz Testvérek” déligyümölcs és fűszer kereskedő cég tulajdonosa, földbirtokos, bérház tulajdonos r. kath. | Apai nagyapja: Lenz Gyula (Pozsony, 1848. március 17. – Budapest, 1910. december 15.) nagykereskedő, a „Lenz Testvérek” déligyümölcs és fűszer kereskedő cég tulajdonosa, bérház tulajdonos r. kath.                                              | Apai nagyapai dédapja: Lenz József (Pozsony, 1819. február 12.– Pozsony, 1863. március 3.) pozsonyi polgár, kőfaragó mester (Lenz Ferenc és Kollmann Katalin fia) r. kath.                                                                                               |
| Lenz Klára Mária Hermina (Budapest, 1924. június 30. – Madrid, 2013. február 16.) gobelinművész, földbirtokos, bérház tulajdonos r. kath. | Apja: Lenz József János (Budapest, 1897. március 18. –Bogotá, 1965. március 14.) nagykereskedő, kereskedelmi tanácsos, tartalékos huszárszázados, a „Pro Ecclesia et Pontifice érdemrend” tulajdonosa, a „Gyümölcs-, Zöldség- és Élelmi- szerkereskedők Országos Egyesülete” elnöke, a "Gyümölcsexportőrök és Importőrök Egyesülete" elnöke, a „Déligyümölcskereskedők Egyesülete” alelnöke, a "Magyar Gyümölcskiviteli Egyesülés” intéző bizottságának a tagja, a „Lenz Testvérek” déligyümölcs és fűszer kereskedő cég tulajdonosa, földbirtokos, bérház tulajdonos r. kath. | Apai nagyapja: Lenz Gyula (Pozsony, 1848. március 17. – Budapest, 1910. december 15.) nagykereskedő, a „Lenz Testvérek” déligyümölcs és fűszer kereskedő cég tulajdonosa, bérház tulajdonos r. kath.                                              | Apai nagyapai dédanyja: Skoff Jozefa (Pozsony, 1824. március 5.– Budapest, 1898. november 4.) (Skoff Jakab osztrák cipészmester és Lenner Anna lánya) r. kath. |
| Lenz Klára Mária Hermina (Budapest, 1924. június 30. – Madrid, 2013. február 16.) gobelinművész, földbirtokos, bérház tulajdonos r. kath. | Apja: Lenz József János (Budapest, 1897. március 18. –Bogotá, 1965. március 14.) nagykereskedő, kereskedelmi tanácsos, tartalékos huszárszázados, a „Pro Ecclesia et Pontifice érdemrend” tulajdonosa, a „Gyümölcs-, Zöldség- és Élelmi- szerkereskedők Országos Egyesülete” elnöke, a "Gyümölcsexportőrök és Importőrök Egyesülete" elnöke, a „Déligyümölcskereskedők Egyesülete” alelnöke, a "Magyar Gyümölcskiviteli Egyesülés” intéző bizottságának a tagja, a „Lenz Testvérek” déligyümölcs és fűszer kereskedő cég tulajdonosa, földbirtokos, bérház tulajdonos r. kath. | Apai nagyanyja: Gömöry Anna Mária Etelka (Budapest, 1874. február 24. – Budapest, 1946. november 19.) kereskedőasszony, a „Lenz Testvérek” déligyümölcs és fűszer kereskedő cég tulajdonosa, bérház tulajdonos ágh.                               | Apai nagyanyai dédapja: Gömöry Gottlieb (Dobsina, 1838. szeptember 4. – Budapest, 1908. november 19.) vadászhadnagy, dobsinai polgár, cserzővarga, pesti kiskereskedő (Gömöry András uradalmi gazdatiszt Felsőhámoron és Springer Zsuzsanna fia) ágh.                    |
| Lenz Klára Mária Hermina (Budapest, 1924. június 30. – Madrid, 2013. február 16.) gobelinművész, földbirtokos, bérház tulajdonos r. kath. | Apja: Lenz József János (Budapest, 1897. március 18. –Bogotá, 1965. március 14.) nagykereskedő, kereskedelmi tanácsos, tartalékos huszárszázados, a „Pro Ecclesia et Pontifice érdemrend” tulajdonosa, a „Gyümölcs-, Zöldség- és Élelmi- szerkereskedők Országos Egyesülete” elnöke, a "Gyümölcsexportőrök és Importőrök Egyesülete" elnöke, a „Déligyümölcskereskedők Egyesülete” alelnöke, a "Magyar Gyümölcskiviteli Egyesülés” intéző bizottságának a tagja, a „Lenz Testvérek” déligyümölcs és fűszer kereskedő cég tulajdonosa, földbirtokos, bérház tulajdonos r. kath. | Apai nagyanyja: Gömöry Anna Mária Etelka (Budapest, 1874. február 24. – Budapest, 1946. november 19.) kereskedőasszony, a „Lenz Testvérek” déligyümölcs és fűszer kereskedő cég tulajdonosa, bérház tulajdonos ágh.                               | Apai nagyanyai dédanyja: Stranszky Hermina (Pest, 1847. április 15. – Budapest, 1939. március 20.) (Stranszky Prokop pesti rézműves mester és Uhlar Rozália lánya) r. kath.                                                                                              |
| Lenz Klára Mária Hermina (Budapest, 1924. június 30. – Madrid, 2013. február 16.) gobelinművész, földbirtokos, bérház tulajdonos r. kath. | Anyja: Topits Klára Mária (Budapest, 1901. november 21. –Bogotá, 1993. június 17.) r. kath. | Anyai nagyapja: Topits Alajos József (Pest, 1855. március 31.– Budapest, 1926. október 8.) gőztésztagyár tulajdonos, az országos ipar tanácsnak a tagja, a Ferenc József-rend lovagja, Budapest főváros törvényhatósági bizottsága tagja r. kath. | Anyai nagyapai dédapja: Topits József András (Gödöllő, 1824. február 25. – Budapest, 1876. szeptember 27.) gőztésztagyár tulajdonos, pesti polgár, Budapest fővárosi képviselő tag (Topits József gödöllői kereskedő és Dlaskovits Borbála fia) r. kath.                 |
| Lenz Klára Mária Hermina (Budapest, 1924. június 30. – Madrid, 2013. február 16.) gobelinművész, földbirtokos, bérház tulajdonos r. kath. | Anyja: Topits Klára Mária (Budapest, 1901. november 21. –Bogotá, 1993. június 17.) r. kath. | Anyai nagyapja: Topits Alajos József (Pest, 1855. március 31.– Budapest, 1926. október 8.) gőztésztagyár tulajdonos, az országos ipar tanácsnak a tagja, a Ferenc József-rend lovagja, Budapest főváros törvényhatósági bizottsága tagja r. kath. | Anyai nagyapai dédanyja: Prückler Klára Eleonóra Julianna (Pest, 1833. február 16. – Budapest, 1907. február 26.) tésztagyárosnő (Prückler József Ignác, pékmester, bérház-tulajdonos, pesti polgár, az 1848-as szabadságharc alhadnagya és Danner Anna leánya) r. kath. |
| Lenz Klára Mária Hermina (Budapest, 1924. június 30. – Madrid, 2013. február 16.) gobelinművész, földbirtokos, bérház tulajdonos r. kath. | Anyja: Topits Klára Mária (Budapest, 1901. november 21. –Bogotá, 1993. június 17.) r. kath. | Anyai nagyanyja: Eckstein Franciska Otilia (Pest, 1870. június 15.– Budapest, 1945. január 26.) r. kath. | Anyai nagyanyai dédapja: Eckstein János Károly (Pozsony, 1836. január 24. – Budapest, 1886. május 4.) pesti aranyverő (Eckstein János pozsonyi aranyverő és Appel Anna fia) ágh.                                                                                         |
| Lenz Klára Mária Hermina (Budapest, 1924. június 30. – Madrid, 2013. február 16.) gobelinművész, földbirtokos, bérház tulajdonos r. kath. | Anyja: Topits Klára Mária (Budapest, 1901. november 21. –Bogotá, 1993. június 17.) r. kath. | Anyai nagyanyja: Eckstein Franciska Otilia (Pest, 1870. június 15.– Budapest, 1945. január 26.) r. kath. | Anyai nagyanyai dédanyja: Kroll Jozefa (Pest, 1842. szeptember 16. – Budapest, 1889. január 15.) (Kroll Vilmos és Vavrzinovsky Anna lánya) r. kath. |